# Dänische Baptistenunion

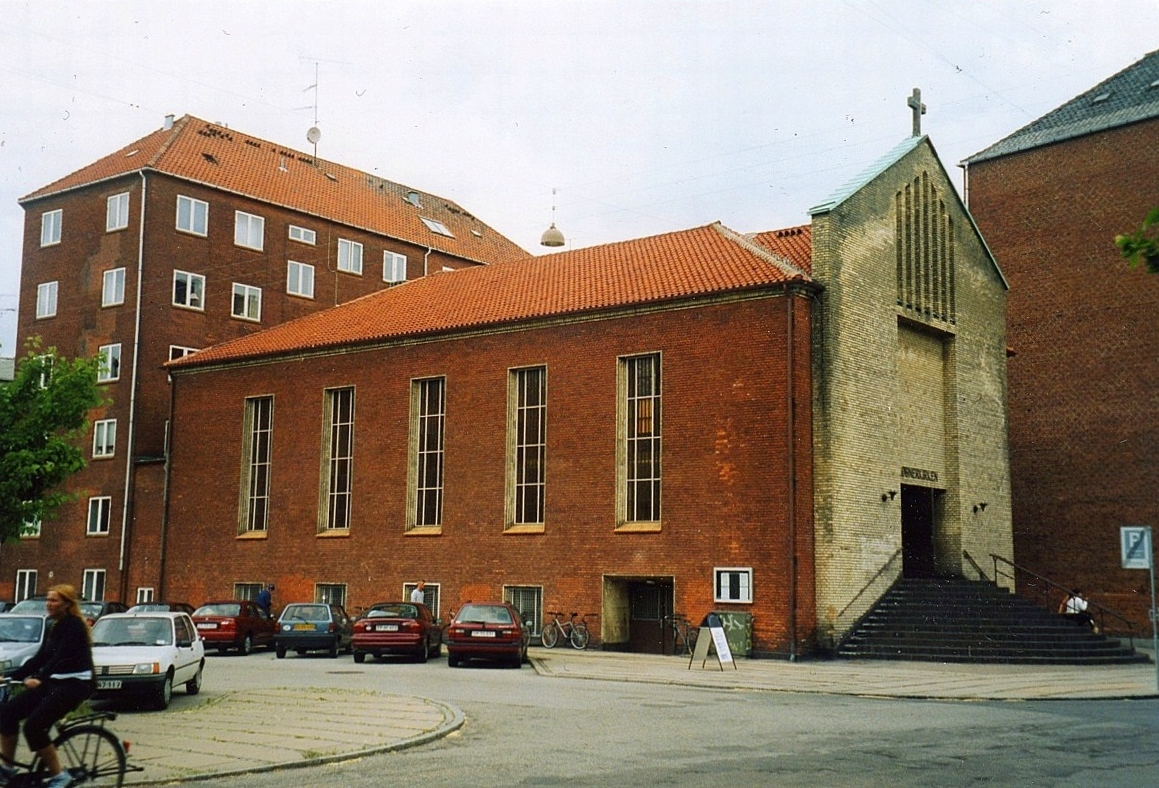
Baptistische Köbner-Kirche, Kopenhagen

Die Dänische Baptistenunion (Baptistkirken i Danmark) ist ein nationaler Bund dänischer Baptistengemeinden, der vor allem der Zusammenarbeit in den Bereichen Mission, Diakonie und Bildung dient.

## Geschichte

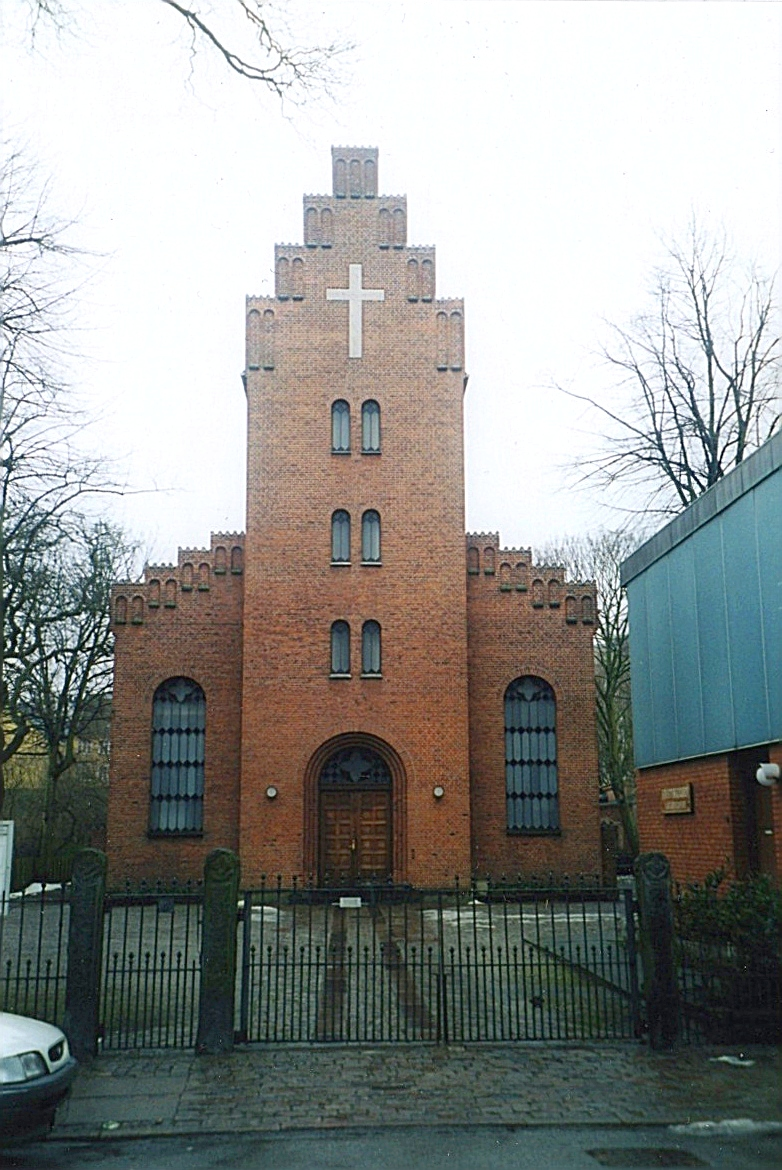
Baptistische Kristus Kirken, Kopenhagen

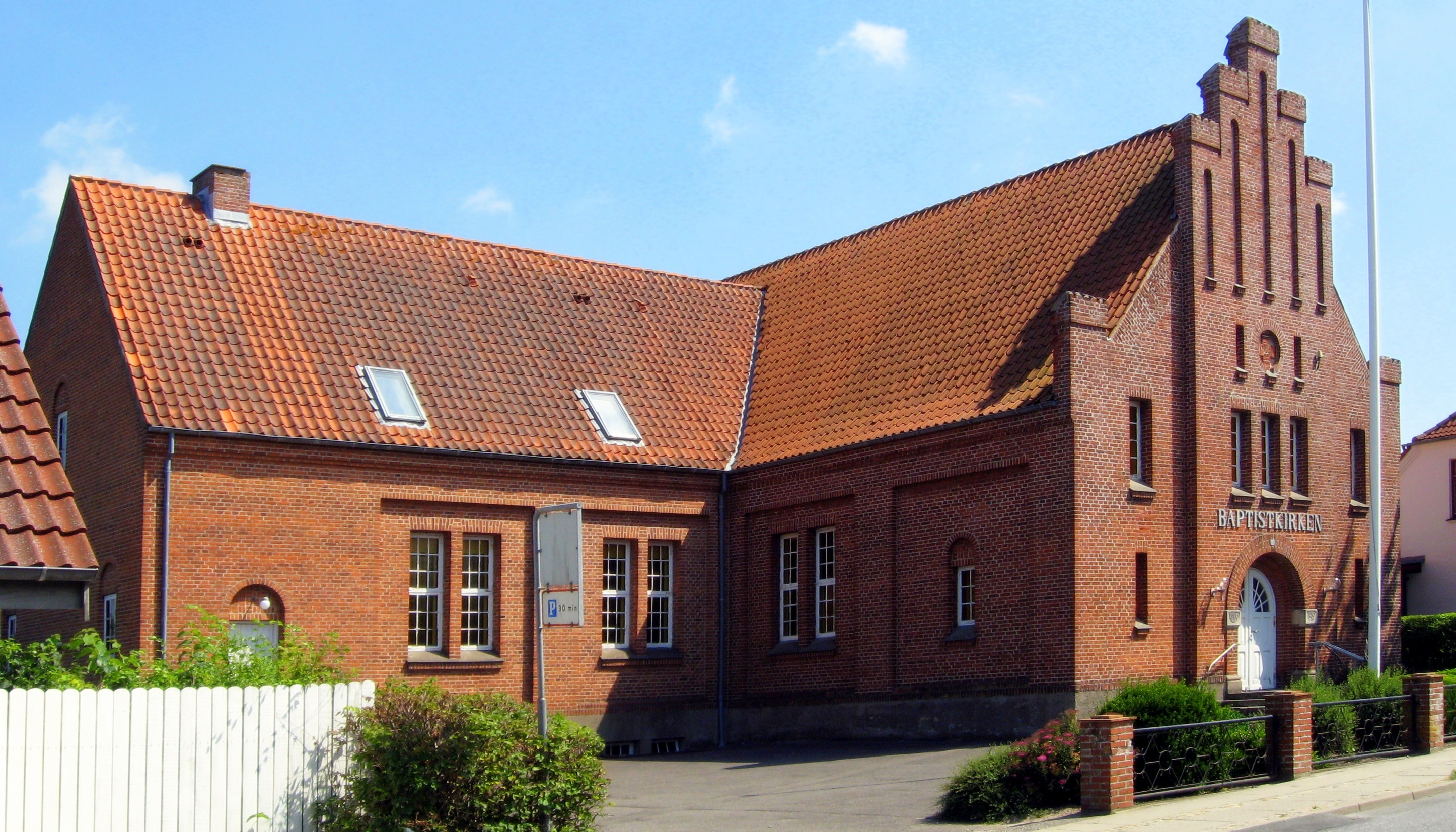
Baptistenkirche in Brovst

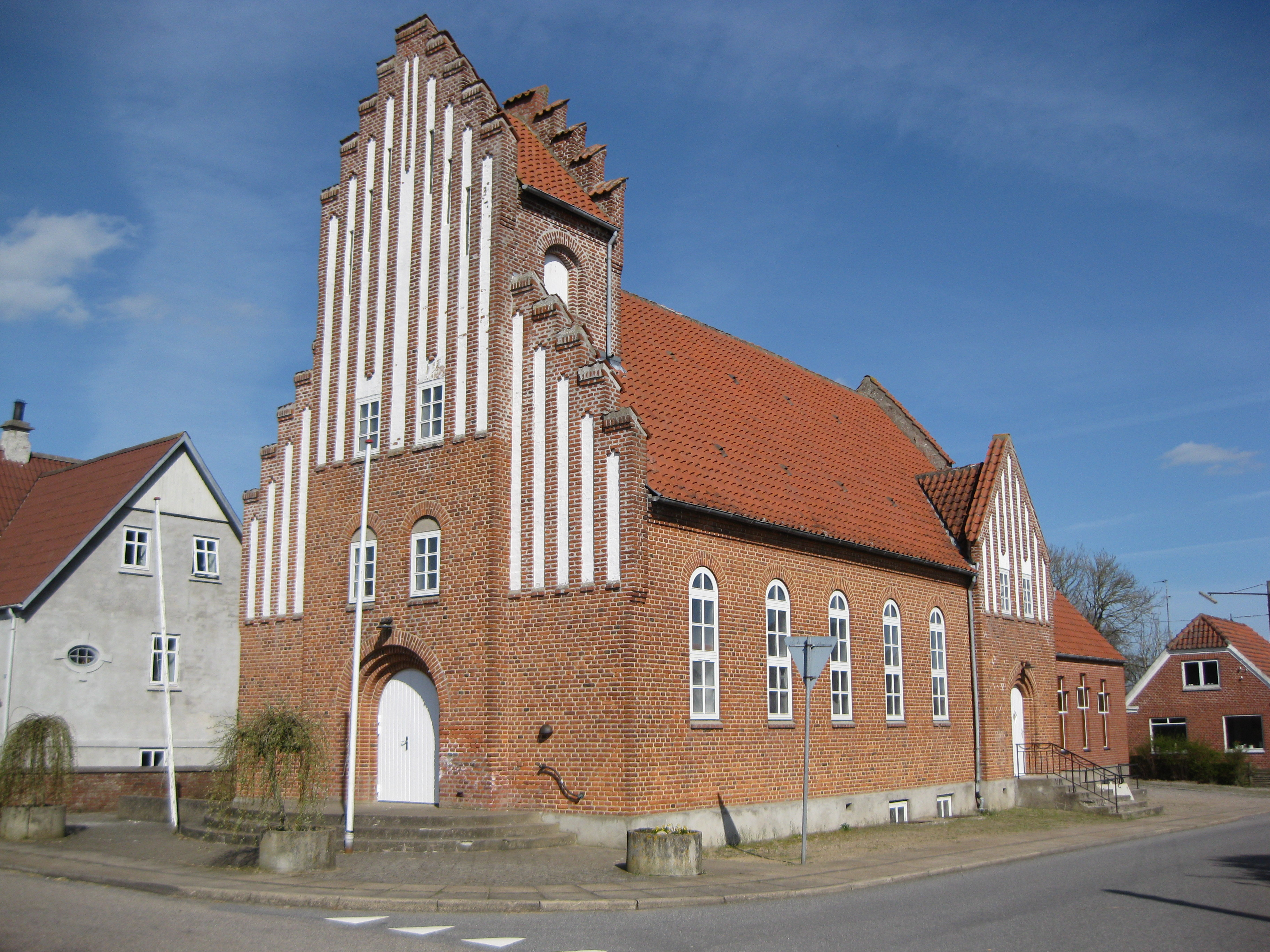
Baptistenkirche in Østervrå

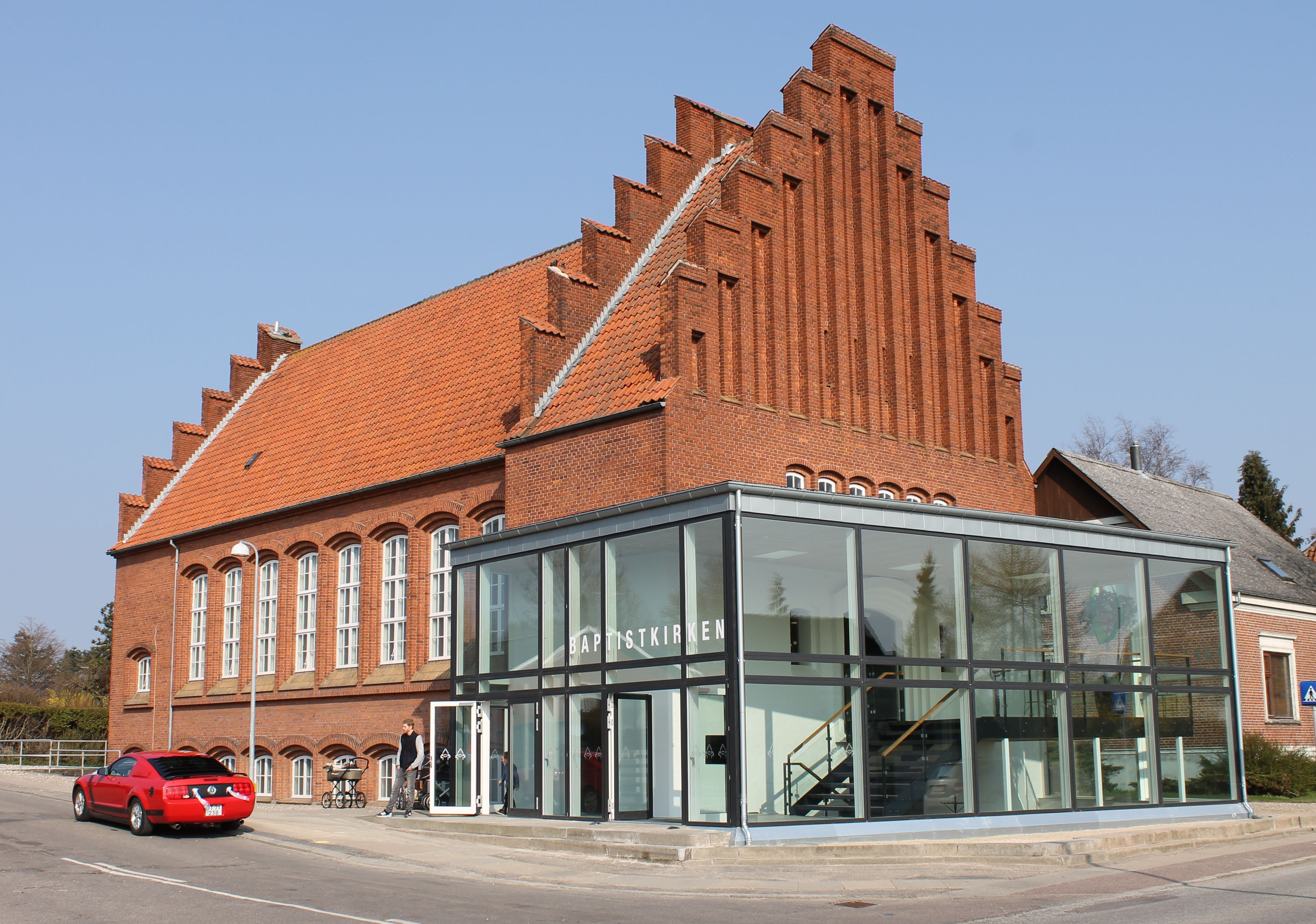
Baptistenkirche in Tølløse

Die erste baptistische Arbeit in Dänemark begann 1839, als Julius Köbner, ein zum Christentum konvertierter dänischer Jude, von Hamburg aus seine Heimat besuchte und dort auf Leute mit taufgesinnten Einstellungen traf. Köbner war enger Mitarbeiter von Johann Gerhard Oncken (1800–1884), der oft als Vater der kontinentaleuropäischen Baptisten bezeichnet wird. Oncken taufte die Gläubigen und gründete im selben Jahr eine Baptistengemeinde in Kopenhagen. Bis in das Jahr 1849, als eine Verfassung religiöse Freiheit garantierte, wurden Baptisten mit Geldbußen belegt, verhaftet, und ihre Kinder zwangsgetauft. Mit seinem Erstlingswerk Om Baptister og Barnedaab  [Über Baptisten und Kindertaufe] (1844) setzte sich der Theologe Magnús Eiríksson (1806–1881) für die verfolgte Freikirche ein. Die Bedeutung der jungen baptistischen Bewegung für die Gewährung der Religionsfreiheit in Dänemark darf nicht unterschätzt werden.
Die Baptistenunion wurde 1849 gegründet und war bis 1888 ein Zweig des deutschen Baptistenbundes. In diesem Jahr fand eine Reorganisation statt, bedingt durch die Auswanderung baptistischer Dänen in die USA, wodurch der dänische Baptismus stärker von Amerika aus beeinflusst wurde. Das Glaubensbekenntnis von New Hampshire wurde angenommen. Einige dänische Pastoren studierten am Morgan Park Seminary in Chicago, bis 1918 ein eigenes theologisches Seminar gegründet wurde.
Die dänischen Baptisten entwickelten sich aus einer geschlossenen calvinistischen Tradition zu einer offeneren Gesellschaft. Ein offenes Abendmahl wird seit den 1930er Jahren praktiziert, und heutzutage werden auch Mitglieder mit Kindertaufe akzeptiert. Auch wandelte sich die Sozialstruktur. Die Gemeinden, die ursprünglich von Arbeitern und Bauern geprägt waren, rekrutieren heute ihre Mitglieder aus der gehobenen Mittelschicht.

## Organisation und Ökumene
Die Baptistenunion ist Mitglied der Europäisch-Baptistischen Föderation sowie des Baptistischen Weltbundes. Laut eigenen Quellen gab es im Jahre 2008 5260 Mitglieder in 50 Gemeinden. Der Hauptsitz befindet sich in Kopenhagen, das theologische Seminar in Tølløse.